# Sankt Pölten
St. Pölten (['zaŋkt ˈpœltn̩]ⓘ) es la capital del estado federado de Baja Austria y ciudad de Austria con funciones de distrito político o estatutario, una Statutarstadt, desde 1922. La más grande del estado federado. Tiene una extensión de 108.52 km². Su nombre le fue dado para que fuera protegida por San Hipólito.
La ciudad se encuentra en la región llamada Mostviertel (“cuartel del mosto”), a orillas  del río Traisen y al sur de la región de Wachau.
En 2001, la ciudad fue laureada con el Premio de Europa, una distinción otorgada anualmente por el Consejo de Europa, desde 1955, a aquellos municipios que hayan hecho notables esfuerzos para promover el ideal de la unidad europea.

## Historia
En 1986, St. Pölten se alzó como capital de la Baja Austria. Aun así, la ciudad posee el derecho municipal documentado más antiguo de Austria, el cual fue otorgado en 1159 por Konrad, el obispo de Passau. La ciudad vivió su primer esplendor cuando se mudó a ella el arquitecto barroco Jakob Prandtauer en 1689.
En 2009 se desarrolló en St. Pölten la Audiencia Provincial del Caso Fritzl. Allí Josef Fritzl se enfrentó el testimonio acusatorio de su hija Elisabeth, que relató los 24 años de encierro y violaciones en un sótano a los que le sometió su padre hasta abril de 2008.

## Cultura
El convento de las carmelitas y el edificio del “Instituto de las Señoritas Inglesas” son obra de Jakob Prandtauer. En las casas de las plazas Herrenplatz y Rathausplatz se encuentran símbolos del esplendor de la arquitectura del Barroco, como también lo son las fachadas de la calle Fuhrmanngasse.
Originariamente románica, en 1722 la Catedral de la Asunción de María pasó a ser de estilo barroco. En verano, frente al edificio, tienen lugar funciones al aire libre.

## Deporte
El jugador de baloncesto profesional Thomas Schreiner es originario de St. Pölten.
Entre 1994 y 2005 se disputó en esta ciudad un torneo ATP de tenis en el cual participaron jugadores como Marcelo Ríos, Nikolay Davidenko y Juan Mónaco. Ríos lo ganó tres veces, dos de ellas de manera consecutiva. 